# Howard Jacobson
Howard Jacobson (Manchester, 25 de agosto de 1942) é um escritor britânico de ascendência judaica, e graduado em Cambridge.
Foi galardoado com o Prémio Man Booker de 2010 pela sua obra A Questão Finkler.

## Carreira
O britânico Howard Jacobson, fazendo questão de sublinhar a forma idiossincrática como vive a identidade judaica, parodiou o facto descrevendo-se a si mesmo como uma "uma Jane Austen judia".
Além de escrever romances e ensaios, Jacobson escreve para televisão, tornando-se uma figura popular com o primeiro episódio de uma série sobre a Bíblia. E promove performances públicas, como a recente Palhaços em Rebelião, um protesto arty com mulheres e homens nus junto ao muro que separa a Cisjordânia de Israel.

## Obra
Narrativa
- Coming From Behind, Chatto & Windus, 1983
- Peeping Tom, Chatto & Windus, 1984
- Redback, Bantam, 1986
- The Very Model of a Man, Viking, 1992
- No More Mister Nice Guy, Cape, 1998
- The Mighty Walzer, Cape, 1999
- Who's Sorry Now, Cape, 2002
- The Making of Henry, Cape, 2004
- Kalooki Nights, Cape, 2006 / Cargo, 2008
- The Act of Love, Cape, 2008
- The Finkler Question, Bloomsbury Publishing, 2010 (Prémio Man Booker)
- Zoo Time, Bloomsbury, 2012
- J, Bloomsbury, 2014 (nomeado para o Prémio Man Booker)

Ensaio
- Shakespeare's Magnanimity: Four Tragic Heroes, Their Friends and Families (co-autor com Wilbur Sanders), Chatto & Windus, 1978
- In the Land of Oz, Hamish Hamilton, 1987
- Roots Schmoots: Journeys Among Jews, Viking, 1993
- Seriously Funny: From the Ridiculous to the Sublime, Viking, 1997